# Vlnitá lišta

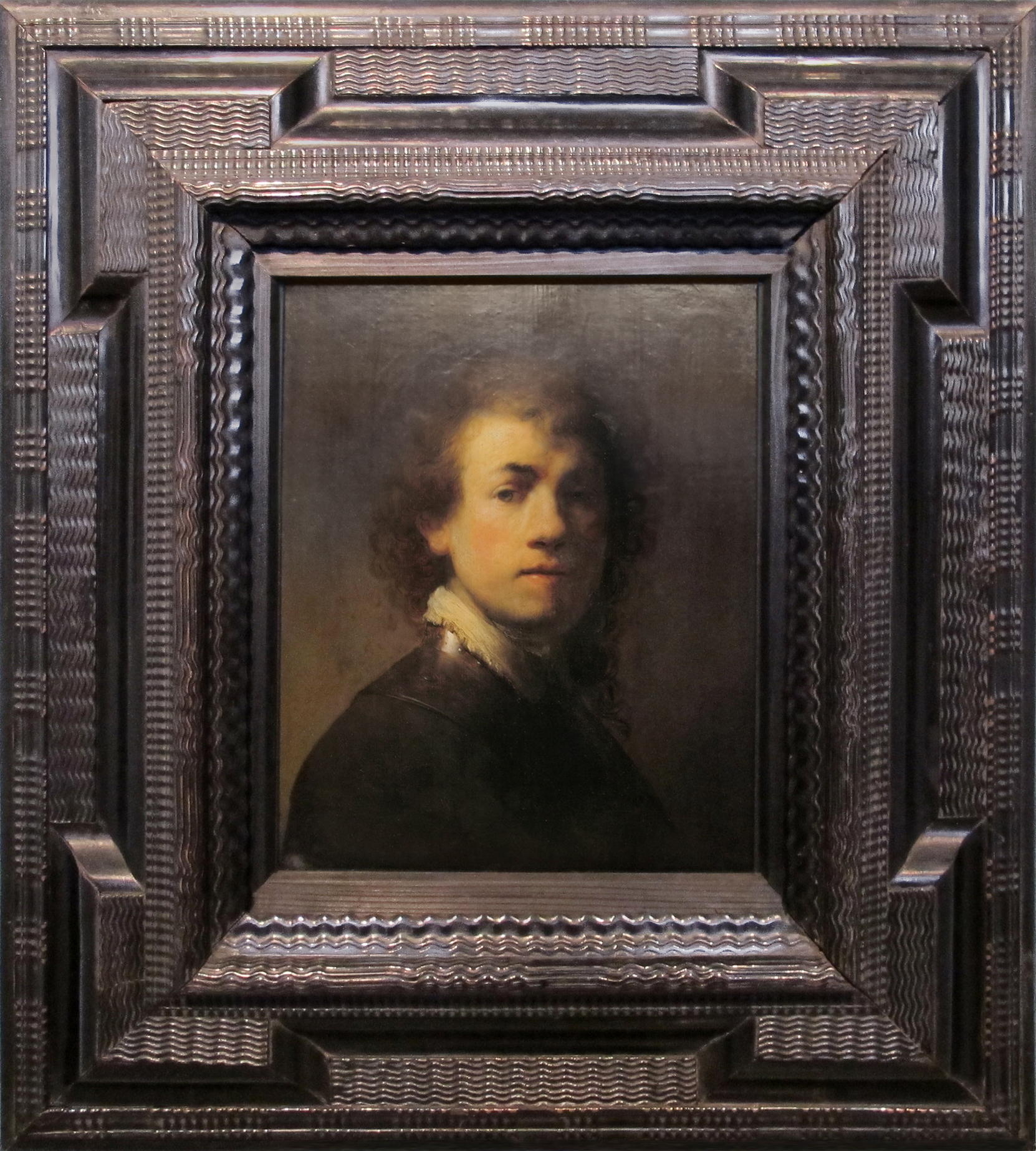
Rám složený z vlnitých lišt. Rembrandt, Autoportrét s náprstníkem, ca. 1629. Germanisches Nationalmuseum

Vlnitá lišta (německy: flammleisten nebo wellenleisten; francouzsky: moulures ondées) také nazývána holandská lišta nebo štábek je typ dekorativní lišty s plamínkovým nebo zvlněným průběhem povrchu. Tyto lišty se objevují již v pozdní renesanci a byly hojně užívány na barokním mobiliáři a rámech holandských obrazů.

## Historie
Tato technika byla pravděpodobně vynalezena v Německu kolem roku 1600. Vynález hoblování vlnitých lišt je přisuzován Johannu Schwanhardtovi (1562?–1612), truhláři a výrobci pažeb z Rothenburgu ob der Tauber. Jeho zeť Jacob Hepner (†2. listopadu 1649), představil svůj vynález v Norimberku a významně přispěl k výrobě vlnitých a plamencových lišt, které se staly módními v barokním období.
V klasicismu a následující době byla tato technika méně užívána, teprve v historismu se znova objevil zájem. V německy mluvícím světě byla technika pro výrobu takových proužků obvykle nazývána „Flammen“ (plaménky) – nazývala se také „geflammten Hobeln“ (plamenné hoblování). Ve Francii byl termín „Wellen“ (vlny) běžnější. V moderní literatuře jsou plamencové lišty (Flammleiste) a vlnité lišty (Wellenleiste) často odlišovány od sebe. Jiné historické pojmy v němčině jsou Flammstab, Rumpleiste, Rippenstab či Schableiste.

## Typy a použití
Vlnité lišty se liší od jednoduchých profilovaných lišt tím, že kromě příčného profilu je také přítomno členění v délce lišty, a to buď jako plamencové linie vlnící se do stran, nebo mnohem častěji jako vlnění nahoru a dolů. Existují také lišty s kombinací plamencového a vlnitého vzoru. Speciálním druhem vlnité lišty je tzv. vějířovitá vlnitá lišta, která má zvlnění povrchu směřující do jednoho bodu.
Lišty byly používány v nábytkové konstrukci, v obložení, jako okrajové lišty pro výplně a zejména při výrobě obrazových a zrcadlových rámů. Kabinetní skříně z Augsburgu, chebská reliéfní intarzie či vlámské a holandské skříně jsou časté příklady s touto technikou.

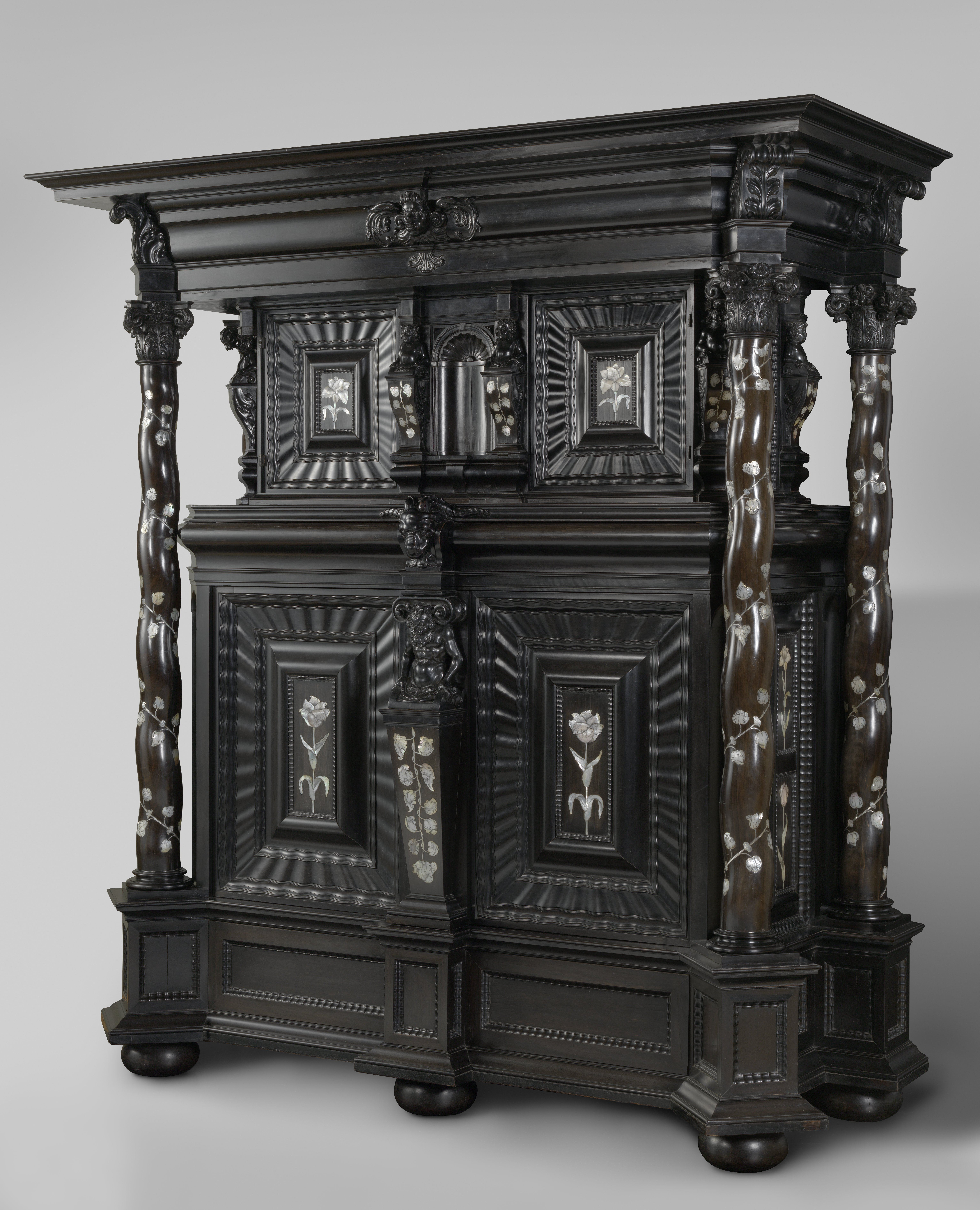
Skříň s vlnitými i vějířovitými lištami. Herman Doomer, ca. 1635–45, Rijksmuseum
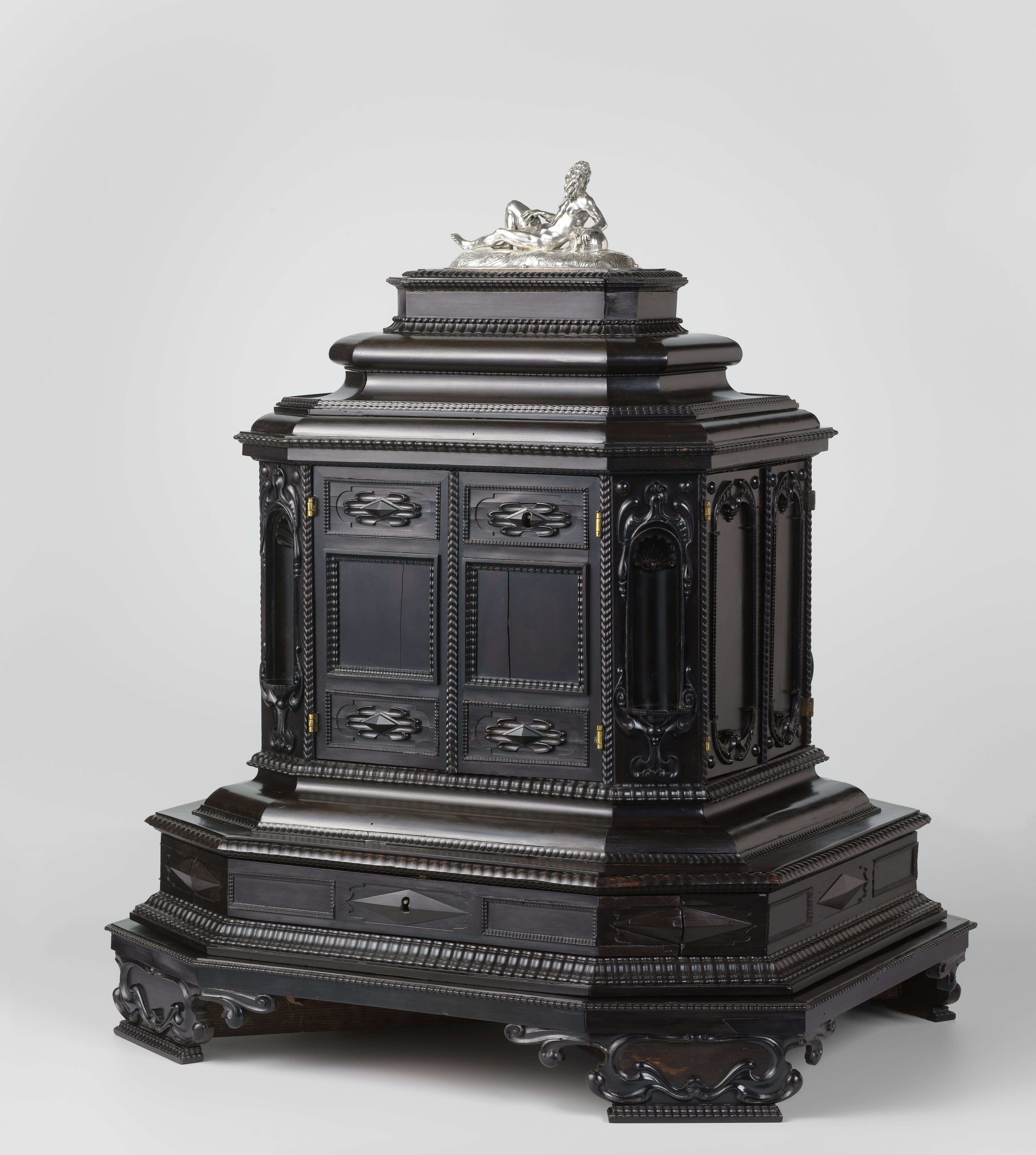
Kabinetní skříňka, ca. 1627–30, Rijksmuseum
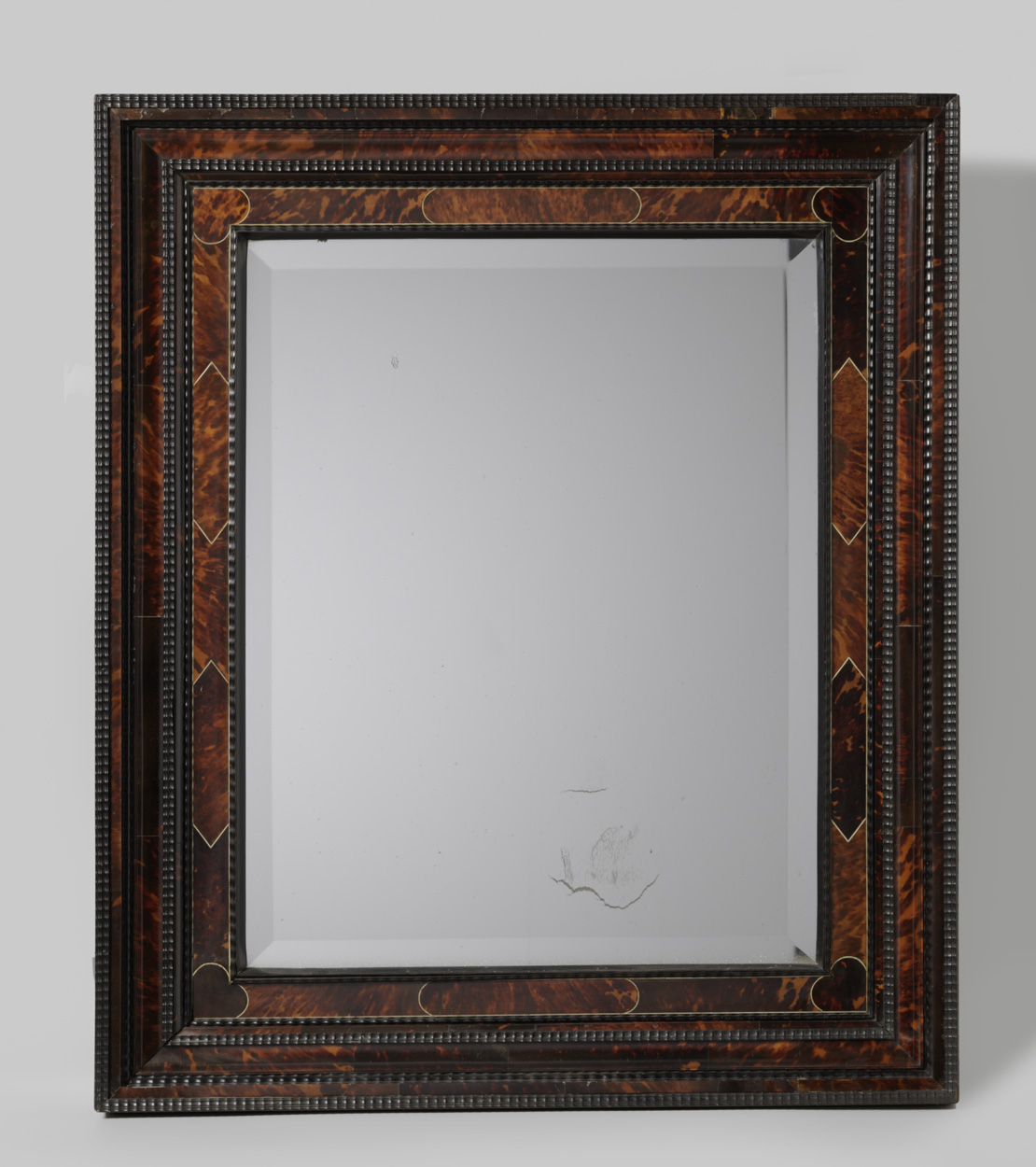
Zrcadlo s rámem z vlnitých lišt a želvoviny, 17. století, Rijksmuseum
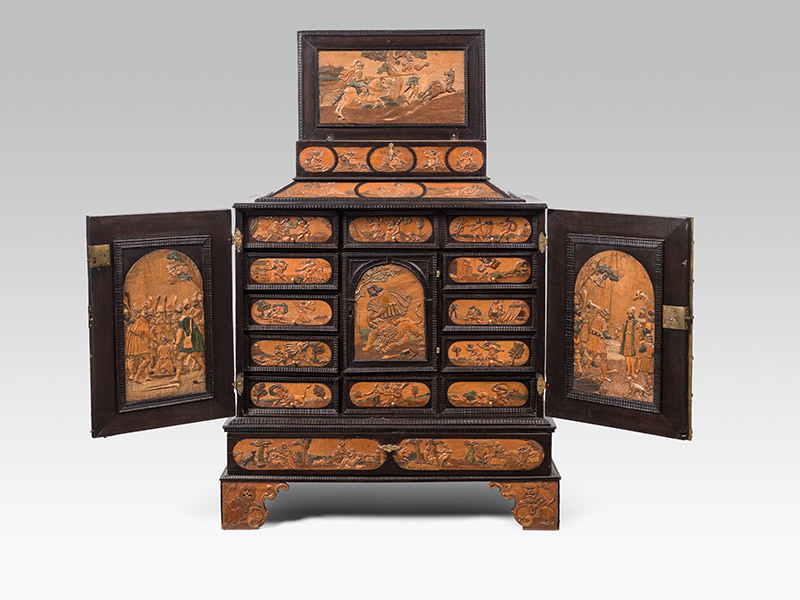
Kabinetní skříňka s chebskou reliéfní intarzií, polovina 17. století, soukromá sbírka
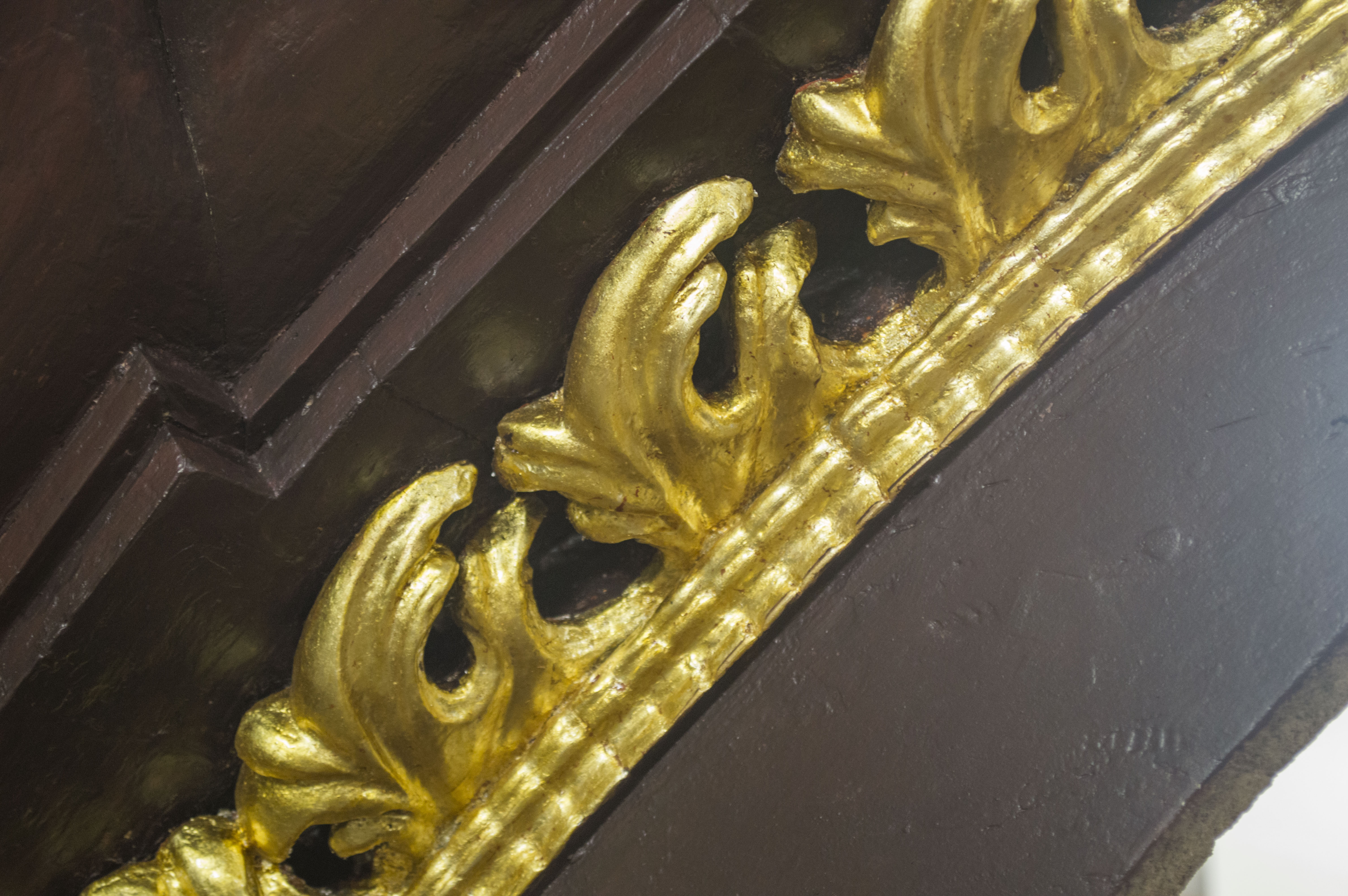
Užití lišty na oltáři z 60. let 17. století v přeskačském kostele.

## Nástroje
Od doby baroka byly pro výrobu vlnitých lišt používány různé nástroje. Mezi ně patří tzv. Flammleistenhobel (hoblík na plamencové lišty), Flammziehstock (přípravek, kterým se lišta protahuje), Wellenleistenziehbank (přípravek ve formě hoblice). Tyto přípravky jsou některými řemeslníky znovu vyráběny.

### Flammleistenhobel

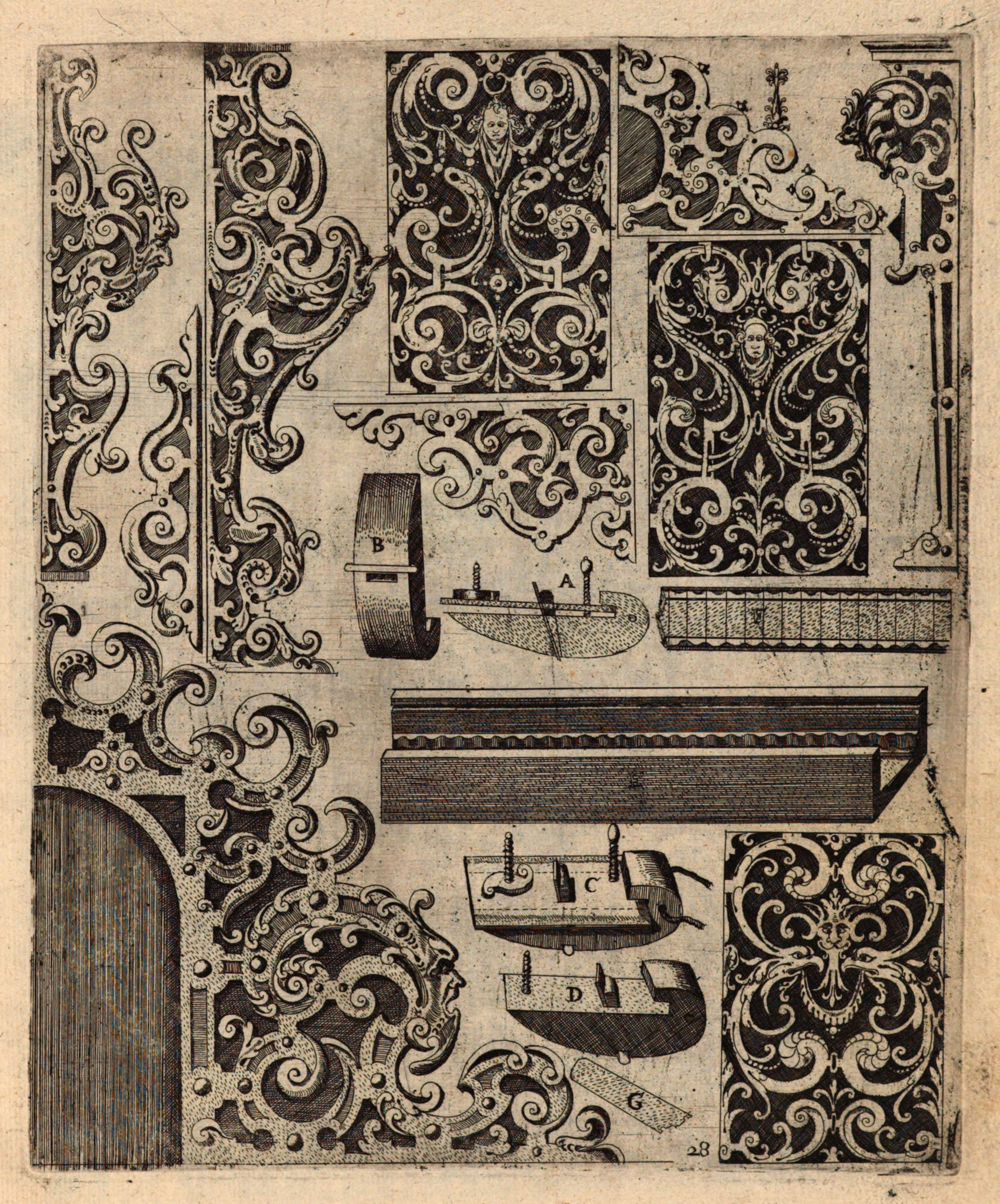
Rytina hoblíku na plamencové lišty (Flammleistenhobel) z knihy Architectur (1630) od Rutgera Kasemanna.

Tento typ hoblíku má člunkovitý tvar, vodící destičku a po stranách ostří výčnělky. Obrobek je upnut ve vodícím lůžku ve tvaru U, které má po stranách drážku na vodící destičku a zvlněné stěny. Hoblík se pomocí šňůry protahuje přípravkem tak, že se díky výčnělkům pohybuje mezi zvlněnými stěnami ze strany na stranu a vykrajuje do obrobku plamencový vzor. Mezi hoblíkem a obrobkem je postupně zmenšována mezera pomocí posuvu vodící destičky, která je připevněna závity.

### Flammziehstock

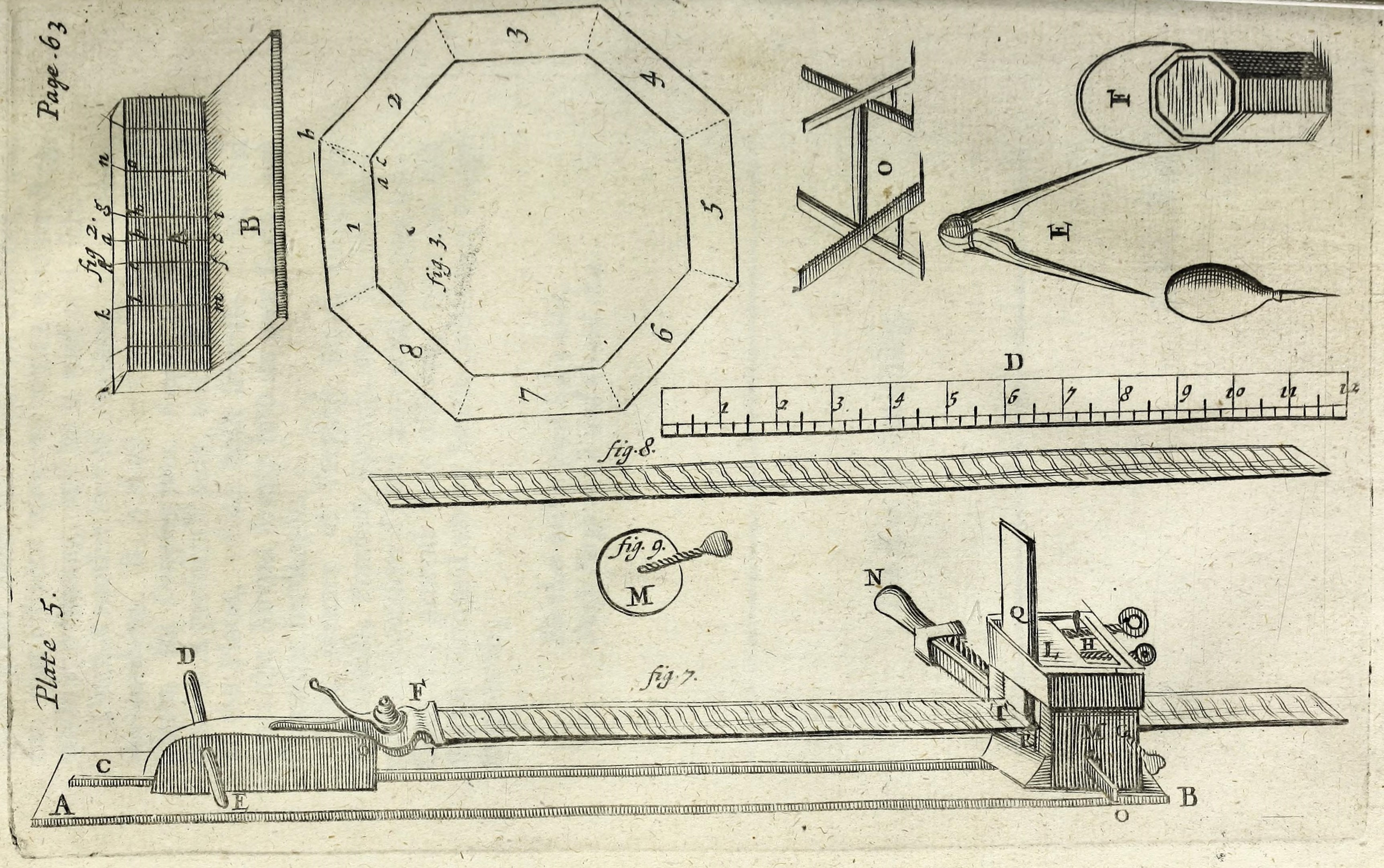
Rytina přístroje na protahování vlnitých lišt (Flammziehstock), z knihy Joseph Moxon, Mechanick exercises, or, The doctrine of handy-works (ca. 1680).

Jde o vylepšení přípravku na protahování obyčejných lišt, který je znám již od poloviny 16. století. Skládá se z několika částí. Hlavní je rám, ve kterém je upevněno ostří a proti němu destička se zaoblenou hranou. Tímto rámem se protahuje deska, jež má na jedné straně upnutý obrobek a na druhé straně zvlněnou lištu. Při protahování se deska díky své zvlněné straně pohybuje po zaoblené destičce nahoru a dolů a tím tlačí obrobek proti ostří. Otvor v rámu se postupně zužuje posunem ostří, které je připevněno k závitu, takže obrobek je postupně škrabán až k dokonale zvlněnému povrchu.

### Wellenleistenziehbank

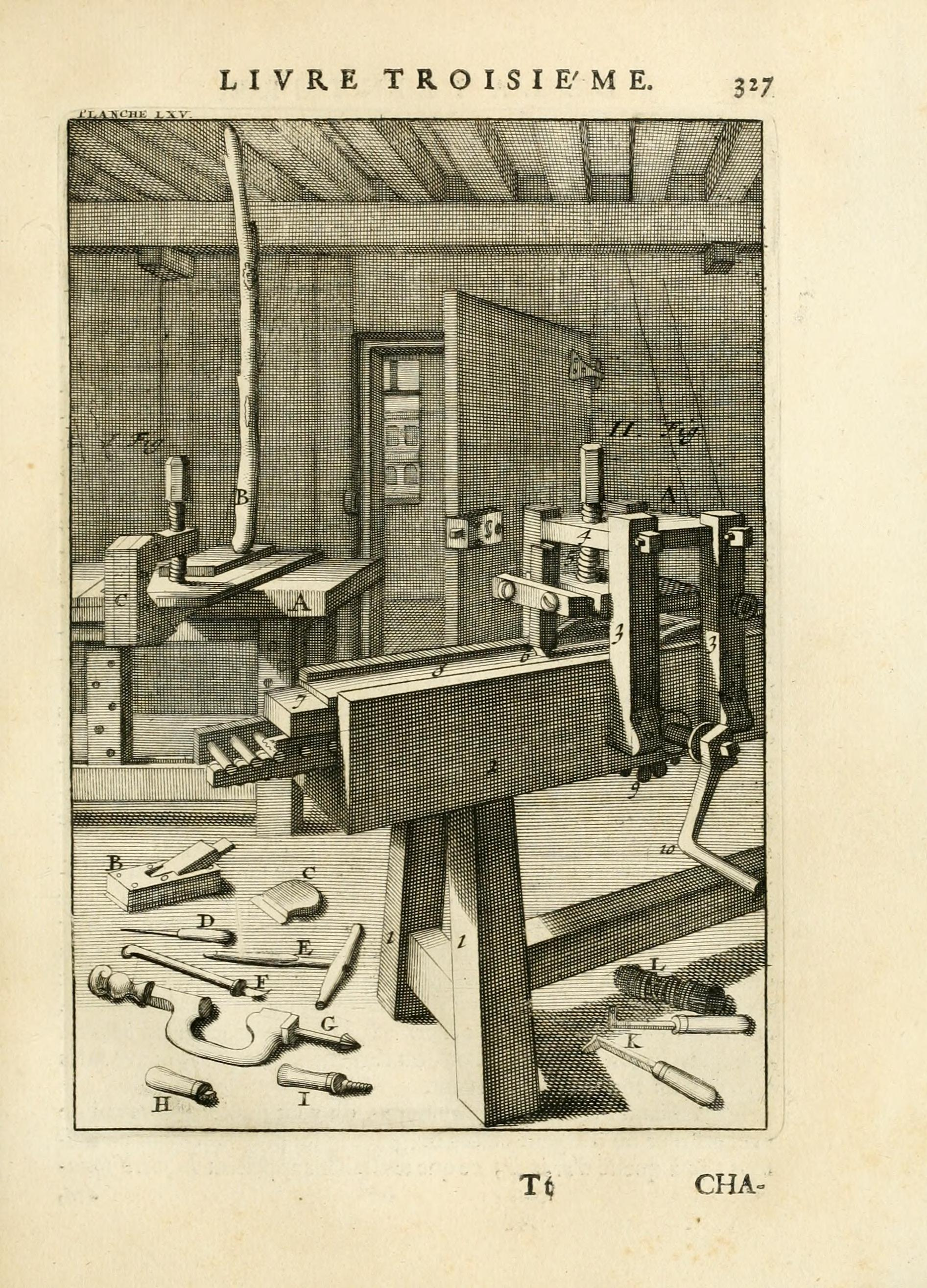
Rytina zobrazující stroj na výrobu vlnitých lišt (Wellenleistenziehbank), André Félibien, Des principes de l'architecture, de la sculpture, de la peinture, et des autres arts qui en dépendent (1699)

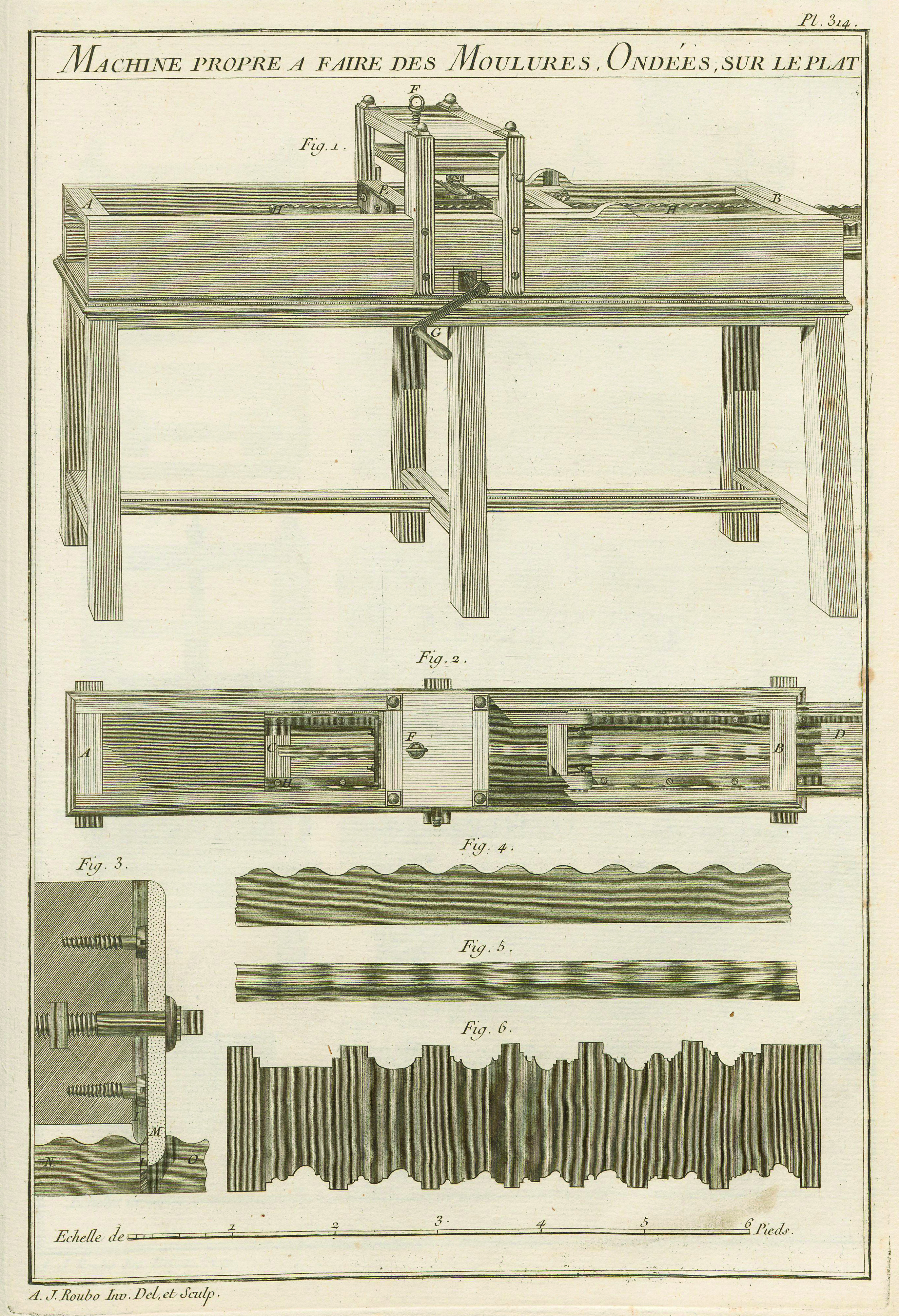
Rytina André-Jacoba Rouba z encyklopedie L'Art du Menuisier (1769), zobrazující stroj na vyrábění vlnitých lišt.

Velmi přesný druh stroje, kterým se pomocí mechanismu posouvá deska s obrobkem a vodícími lištami po bocích. Deska prochází rámem, ve kterém je upnuto ostří pohybující se podle vodících lišt nahoru a dolů. Tvar zvlněných vodících lišt určuje vlnění obrobku. Jde o podobný systém jako u Flammziehstock, zde je však deska s obrobkem v jedné rovině a to co se pohybuje nahoru a dolů je ostří.

### Fächerförmigeleistenhobel
Na historickém nábytku můžeme vidět i tzv. vějířovité zvlněné lišty. Přístroj na jejich výrobu se nedochoval na žádné kresbě, ale díky spolupráci několika odborníků se podařilo rekonstruovat jeho stavbu. Systém je podobný jako u Flammleistenhobel. Hoblík prochází vodícím lůžkem se zvlněnými hranami, díky kterým se hoblík pohybuje nahoru a dolů. Ostří hoblíku je vsazeno do otočné části, která je přichycena k otáčejícímu se rameni. Jak hoblík probíhá lůžkem, ostří se otáčí a vytváří na obrobku vlnění, které se sbíhá v bodě uchycení ramena.

### Videa
- Restaurátor Jan Brøndsted ukazuje funkci svého stroje, který je inspirován rytinou podle Rouba
- Studenti Vyšší odborné školy restaurátorské v Brně ukazují jak se vyrábí lišty protahem (dánsky)
- Rámař Kurt Nordwall z Minneapolis Institute of Art představuje vlnité lišty a vlastní stroj na jejich výrobu (anglicky)
- Představení několika nástrojů na výrobu vlněných lišt včetně asi nejstaršího hoblíku v Hallstattském muzeu (německy)